# Amálie Freudová
Amálie Malka Freudová (německy Amalia), rozená Nathasonová (18. srpna 1835, Brody – 12. září 1930, Vídeň) byla matka Sigmunda Freuda a třetí manželka Jakuba Kalmana Freuda, židovského původu.

## Život

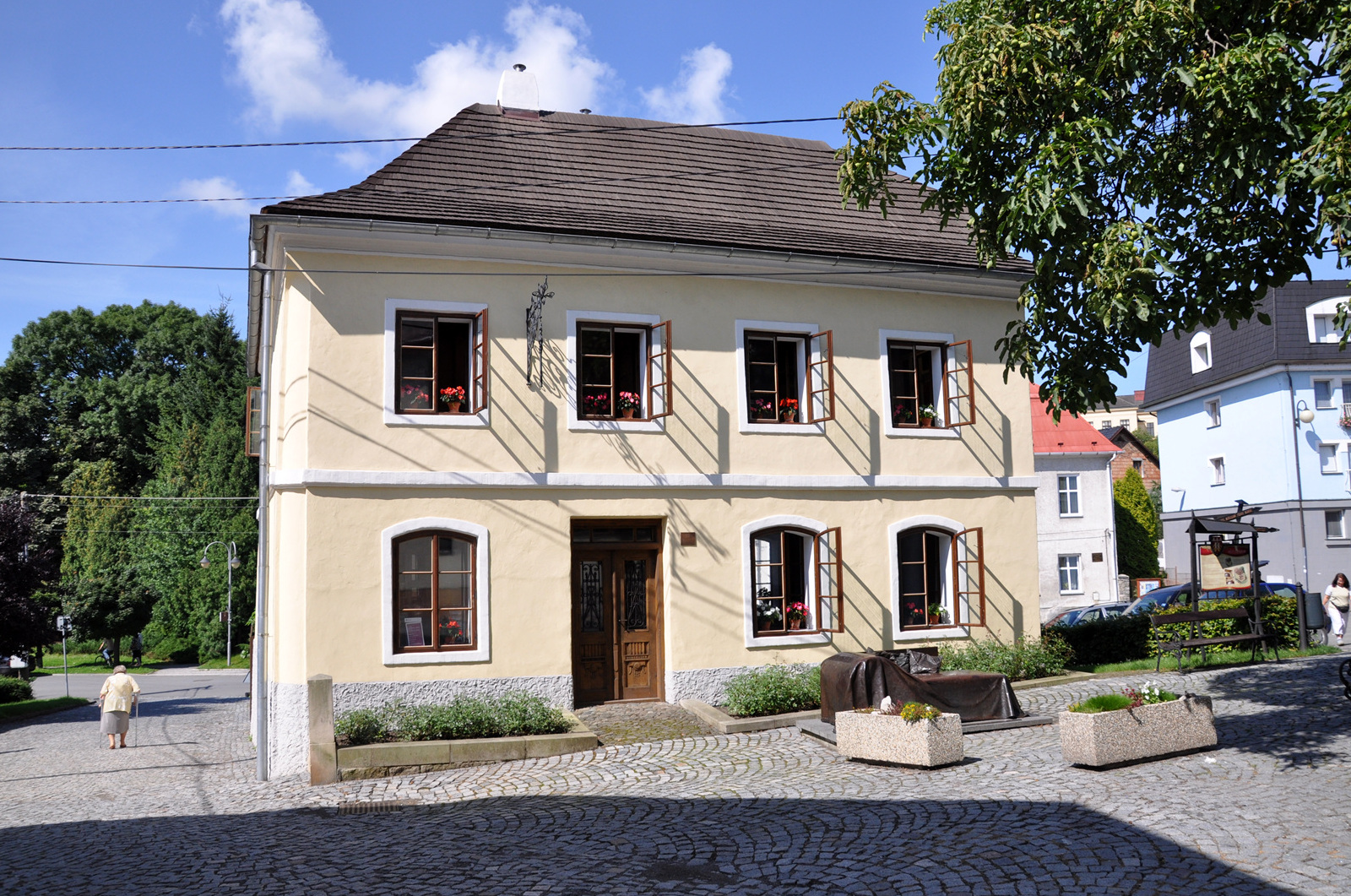
Rodný dům Sigmunda Freuda v Příboře (pozdější muzeum)

Narodila se v Brodech na Haliči, v té době patřící Habsburské monarchii, dnes Ukrajině, v rodině kupce Jakuba Nathasona a Sáry Nathasové rozené Wilenzové, jako čtvrté ze čtyř dětí. Vyrůstala ovšem i na přístavním městě na Novém Rusku Oděse. Později se rodina s jejími dvěma mladšími sourozenci odstěhovala do Vídně, kde se roku 1855 provdala za Jakuba Freuda, který již vychoval dva dospělé syny. Rodina se posléze odstěhovala do Příbora (Freiburgu) poblíž Nového Jičína, kde si pronajala první patro v domě č. p. 117 v Zámečnické ulici. 6. května 1856 se jí v jednadvaceti letech narodil syn Sigismund Šlomo. Za svůj život porodila celkem osm dětí.
Amálie Malka Freudová byla popsána jako nepříliš pobožná Židovka. Neslavila židovské svátky, ale slavila se svou rodinou Vánoce nebo Nový rok. Její nejstarší syn Sigmund Freud o ní řekl: "Vychovávala nás bez jakéhokoliv náboženství."
Zemřela v 95 letech ve Vídni na následky gangrény stále zhoršující se choroby nohou. Pohřbena byla na starém židovském hřbitově ve Vídni.

## Děti
- Sigismund Šlomo (Sigmund) (6. května 1856 – 23. září 1939)
- Julius (1857 – prosinec 1857)
- Anna (31. prosince 1858[7] – 11. března 1955.
- Regina Róza (Deborah) (21. března 1860 – 23. září 1942 deportace do Treblinky)
- Marie (Mitzi) (22. března roku 1861 – 23. září roku 1942 deportace do Treblinky); do roku 1933 žila v Berlíně, provdána za kupce Moritze Freuda (bratrance) a měla s ním čtyři děti
- Ester Adolfina (23. července 1864 – 5. února 1943 deportace do Treblinky)
- Pavlína Regina (3. května 1864 – 23. září 1943 deportace do Treblinky)
- Alexandr Bohumil Efraim (19. dubna 1866 – 23. dubna 1943)

## Vztah k Sigmundu Freudovi
Sigmund Freud přisuzoval svůj profesní úspěch a velkou kariéru mimo jiné lásce a veliké podpoře své matky: „Pokud jste byli nesporným miláčkem své matky, uchováte si onu důvěru v úspěch po celý život, což často vede k úspěchu!“ Je to veliká žena s velkým charakterem. Říká se, že nejstarší syn řekl: „Především člověk hledá pamětný obraz své matky, jelikož jej ovládl od začátku dětství.“
Matka Sigmunda Freuda v jeho kariéře vždycky podporovala. Sigmund Freud byl velice rodinný typ a svou matku navštěvoval každou neděli a další členy své rodiny také. Jeho setkání s rodinnými příslušníky ho vedla ke stresu a často ho zasahovaly žaludeční bolesti a malátnost.
Bylo to pro něj povinností bránit se proti orálnímu karcinomu, dokud jeho matka žila a až po její smrti řekl: „Pocit osvobození, odloučení, jemuž podle mého názoru rozumím. Nemohl jsem zemřít, když byla na živu a až teď mohu!“

## Posmrtné připomínky
V britském televizním seriálu Freud roku 1984, byla Freudová ztělesněna Elizou Huntovou. V rakouské televizi se uvedl televizní film Mladý Freud, kde si paní Freudovou zahrála Brigitta Swobodová.